# Agarista
Agarista (en llatí Agarista, en grec antic Αγαρίστη) va ser la filla de Clístenes, tirà de Sició al segle vi aC.
El seu pare li va prometre que la donaria en matrimoni al millor dels grecs i va organitzar un concurs. Els pretendents van arribar des de totes les contrades de Grècia, i entre ells hi havia Mègacles, de la família dels alcmeònides, i Hipòclides, noble atenenc fill de Tisandre. Després d'un any a Sició, on Clístenes els va sotmetre a tota mena de proves, el pare va estar a punt de donar Agarista a Hipòclides, però aquest, borratxo, va participar en un ball considerat indecent, i finalment la noia es va casar amb Mègacles. D'ells van néixer Clístenes i Hippòcrates, segons explica Heròdot.